# U-546
 U-546  — немецкая подводная лодка типа IXC/40, времён Второй мировой войны.
Заказ на постройку субмарины был отдан 5 июня 1941 года. Лодка была заложена на верфи судостроительной компании «Дойче Верфт АГ» в Гамбурге 6 августа 1942 года под строительным номером 367, спущена на воду 17 марта 1943 года, 2 июня 1943 года под командованием оберлейтенанта Пауля Юста вошла в состав учебной 4-й флотилии. 1 января 1944 года вошла в состав 10-й флотилии. 10 ноября 1944 года вошла в состав 33-й флотилии.

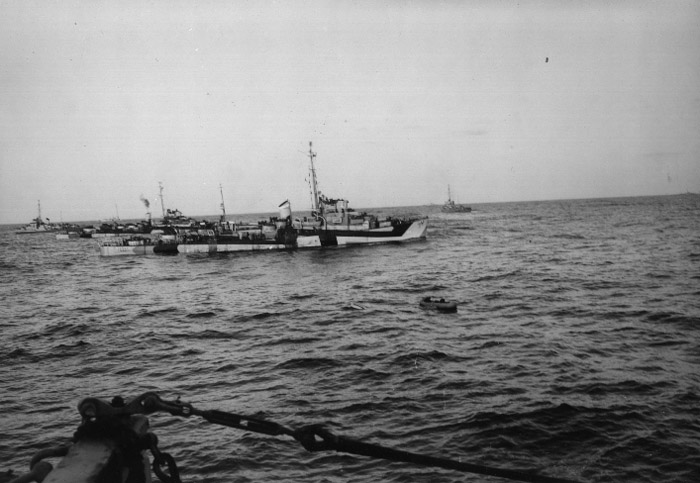
Спасательный плот с моряками с U-546

Лодка совершила 3 боевых похода, потопила эскортный миноносец USS Frederick C. Davis (DE 136) (1 200 тонн). 24 апреля 1945 года лодка была потоплена к северо-западу от Азорских островов, в районе с координатами 43°53′ с. ш. 40°07′ з. д. глубинными бомбами с восьми американских эскортных миноносцев USS Flaherty (DE-135), USS Neunzer (DE-150), USS Chatelain (DE-149), USS Varian (DE-798), USS Hubbard (DE-211), USS Janssen (DE-396), USS Pillsbury (DE-133), и USS Keith (DE-241), входивших в состав противолодочного соединения во главе с эскортным авианосцем USS Bogue (CVE-9). 26 членов экипажа погибли, 33 человека спаслись.
Восемь из выживших захваченных в плен членов экипажа U-546 подверглись пыткам со стороны американских военнослужащих. Историк Филип К. Лундеберг написал, что избиение и пытки выживших с U-546 были исключительным злодеянием, мотивированным потребностью следователей получить информацию о возможном потенциальном нападении крылатых ракет Фау-1 или баллистических ракет Фау-2 на континентальную часть США со стороны Германии. посредством использования стартовых площадок которые могли быть размещены на подводных лодках.